# 董春香
董春香，中华人民共和国政治人物、全国脱贫攻坚先进个人。

## 生平
董春香任齐齐哈尔市龙江县黑岗乡政府扶贫专干。因在脱贫攻坚战中作出突出贡献，2021年2月25日全国脱贫攻坚总结表彰大会上，董春香被授予“全国脱贫攻坚先进个人”。